# Кенсон (коммуна)
Кенсо́н (фр. Quinson, окс. Quinçon) — коммуна во Франции, находится в регионе Прованс — Альпы — Лазурный Берег. Департамент коммуны — Альпы Верхнего Прованса. Входит в состав кантона Рье. Округ коммуны — Динь-ле-Бен.
Код INSEE коммуны — 04158.

## Население
Население коммуны на 2008 год составляло 440 человек.
| 1962 | 1968 | 1975 | 1982 | 1990 | 1999 | 2008 |
| ---- | ---- | ---- | ---- | ---- | ---- | ---- |
| 218  | 225  | 251  | 232  | 274  | 350  | 440  |

## Экономика
Основу экономики составляют туризм и сельское хозяйство.
В 2007 году среди 264 человек в трудоспособном возрасте (15—64 лет) 171 были экономически активными, 93 — неактивными (показатель активности — 64,8 %, в 1999 году было 63,2 %). Из 171 активных работали 143 человека (78 мужчин и 65 женщин), безработных было 28 (16 мужчин и 12 женщин). Среди 93 неактивных 14 человек были учениками или студентами, 49 — пенсионерами, 30 были неактивными по другим причинам.

## Достопримечательности
- Музей доисторического периода в Вердонском ущелье[фр.]
- Средневековые стены, построенные после 1419 года
- Приходская церковь Нотр-Дам-дю-План (XV век, восстановлена в 1807 году)
- Часовня Сент-Максим, восстановлена в 1854 году
- Часовня Нотр-Дам-де-Кенсон
- Бывшая часовня Сент-Эспри; сейчас в её здании находится туристический центр

## Фотогалерея

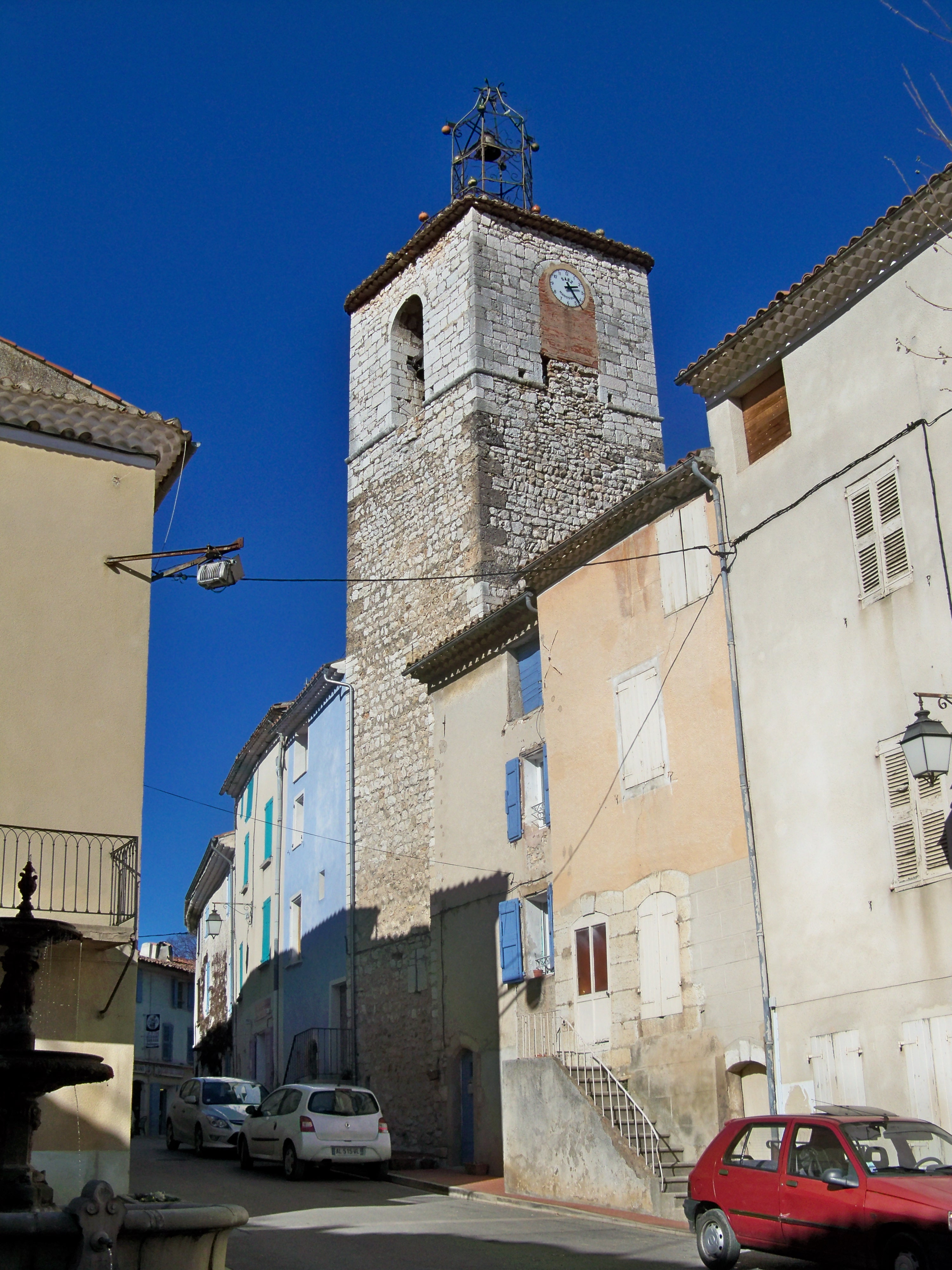
Церковь
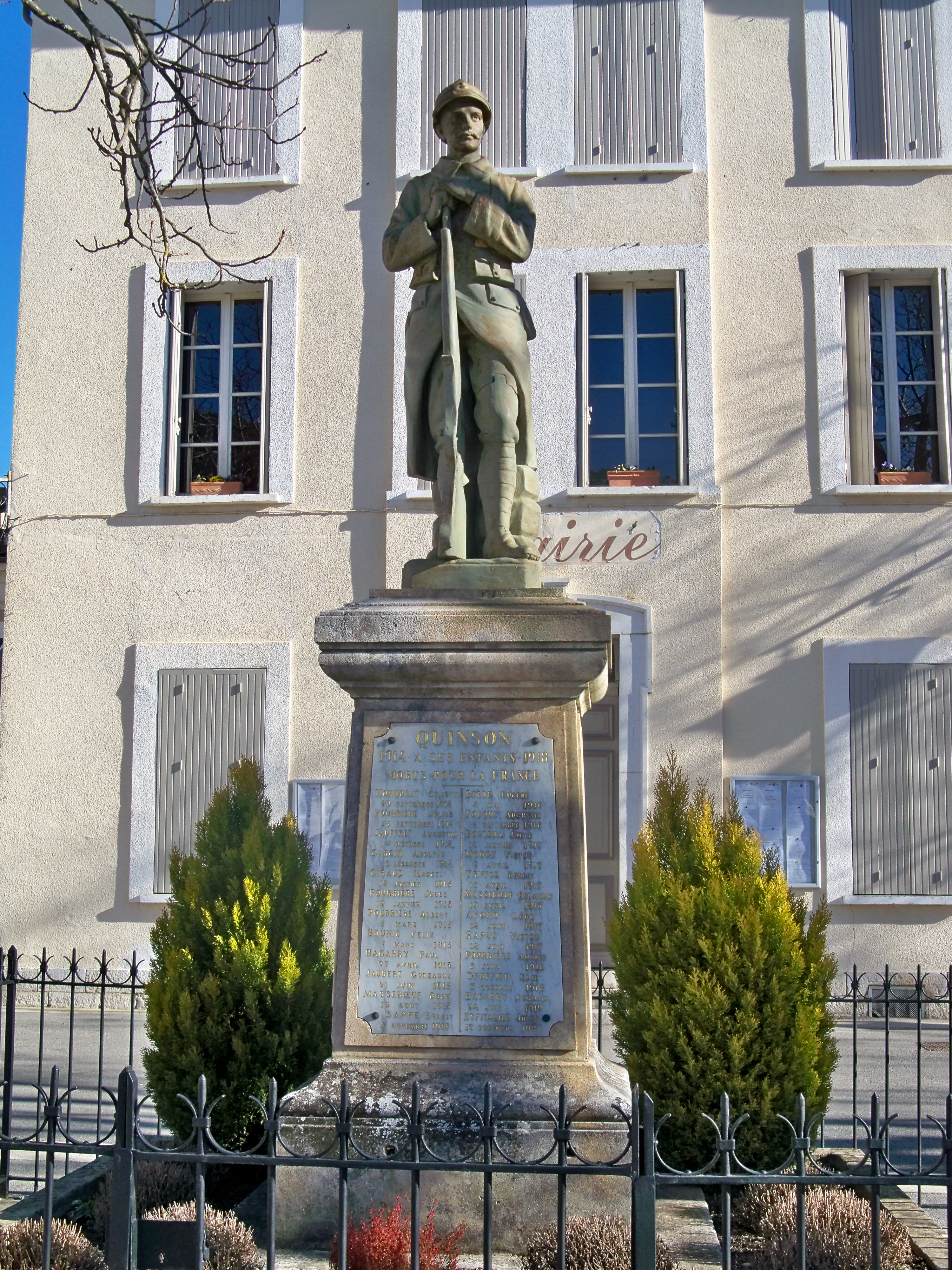
Военный монумент
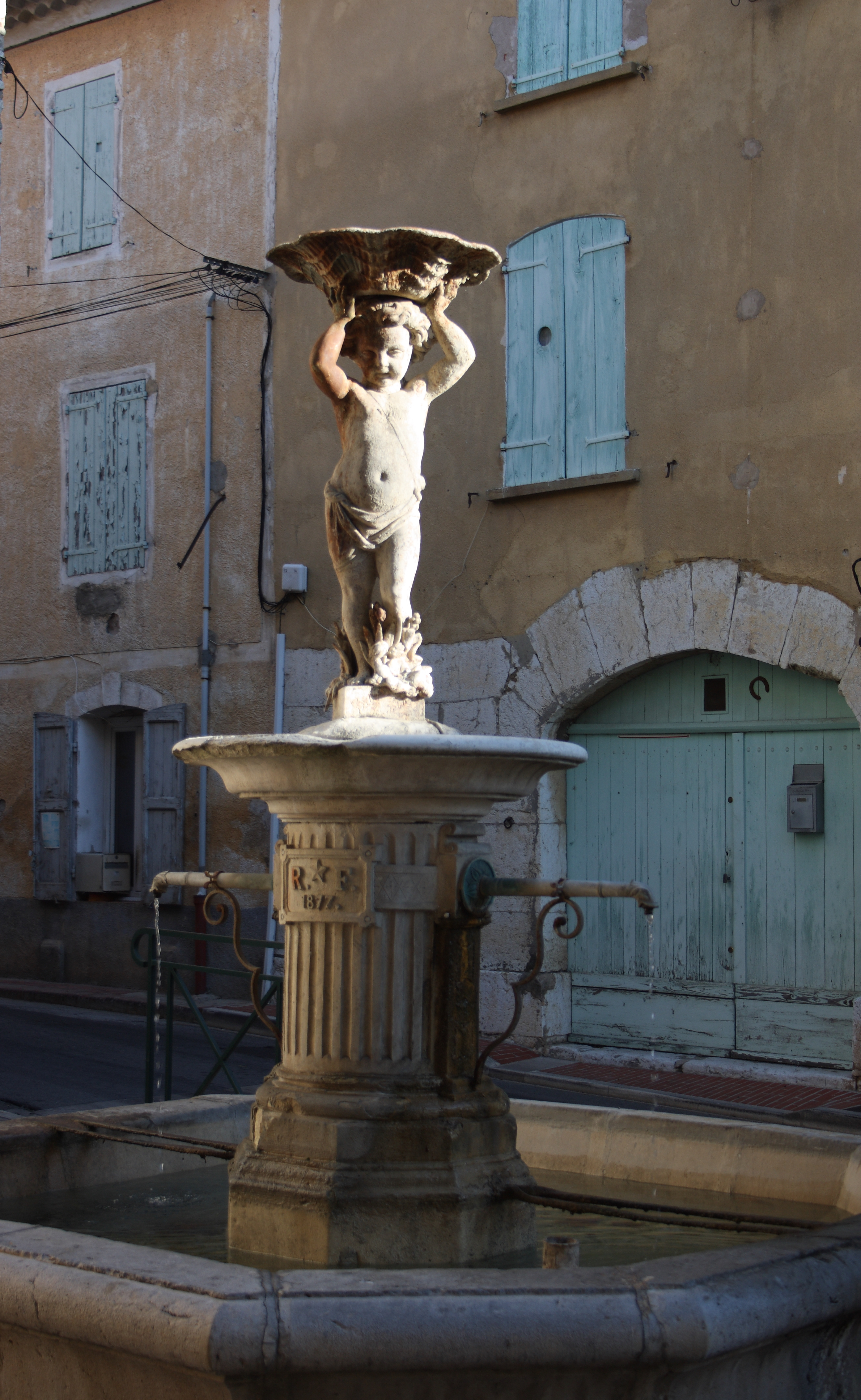
Фонтан
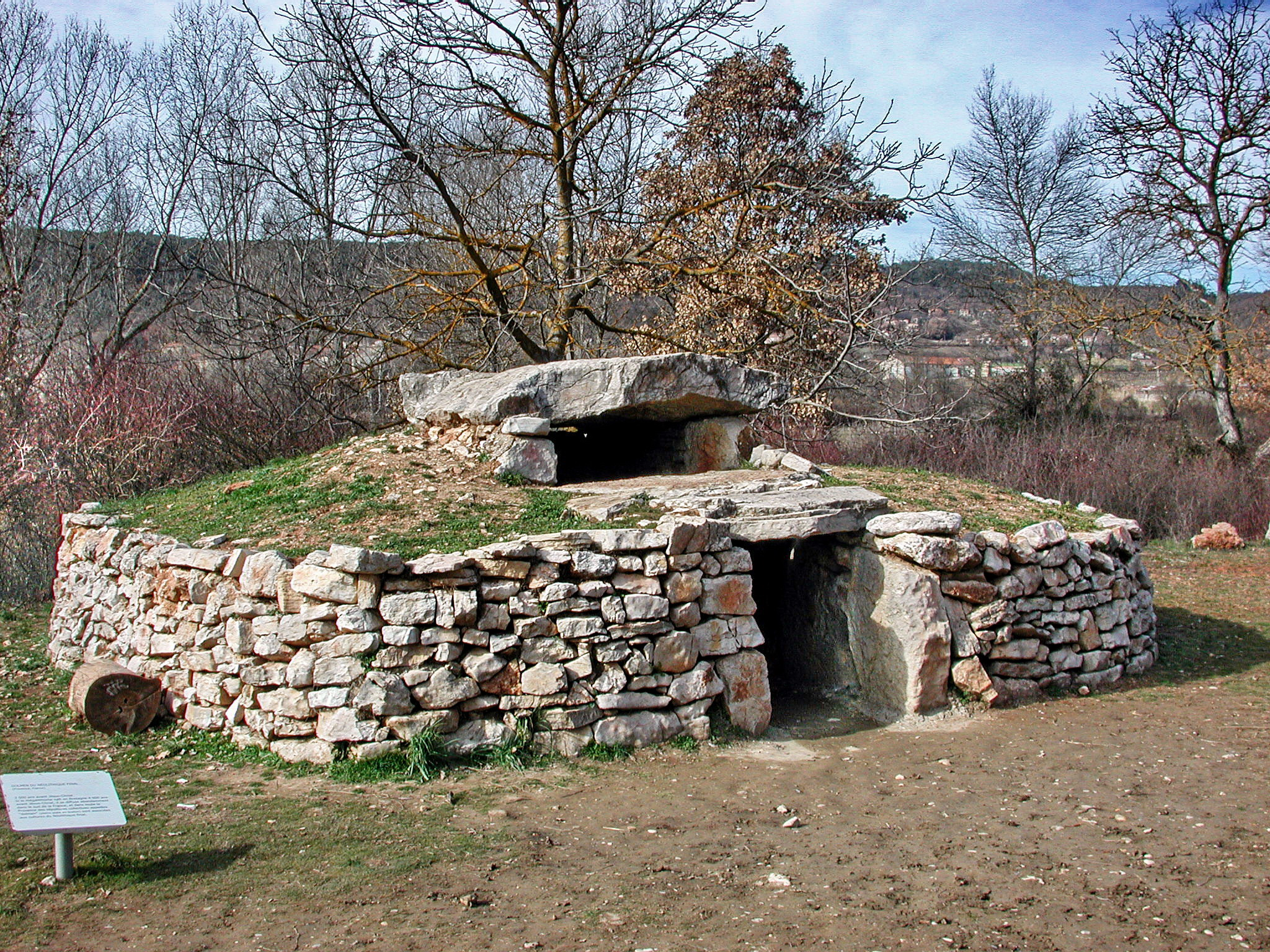
Дольмен